# Línia 5 del metro de Madrid
La Línia 5 del metro de Madrid és una línia de ferrocarril metropolità de la xarxa del metro de Madrid. Aquesta línia connecta les estacions d'Alameda de Osuna i Casa de Campo.